# Сент-Мишель (Барбадос)
Сент-Мишель (англ. Saint Michael) — один из 11 приходов Барбадоса. Его площадь примерно 39 км², он расположен на юго-западе острова. Сент-Мишель — один из первоначальных шести приходов, созданных на острове в 1629 году губернатором Сэром Уильямом Тафтоном.
Бриджтаун — столица независимого государства Барбадос, находится в приходе Сент-Майкл и первоначально носил это название. Современное название дано в честь полковника Тобиаса Бриджа, командовавшего войском Барбадоса в войне с Тобаго в 1672 году. Бриджтаун является центром коммерческой активности острова и центром транспортной инфраструктуры.